# Райх, Дэвид
Дэвид Райх (англ. David Emil Reich; род. 14 июля 1974, Вашингтон) — американский генетик, занимается популяционной и медицинской генетикой, а также геномикой. Доктор философии, профессор Гарвардской медицинской школы и (с 2013) исследователь Медицинского института Говарда Хьюза, старший член-ассоциат Broad Institute.
Автор книги «Who We Are and How We Got Here» (2018).
Вырос в Вашингтоне. Сын известного исследователя Холокоста Уолтера Райха (Walter Reich) и писательницы Товы Райх, а его брат Дэниел Райх — учёный-медик. Окончил Гарвард (бакалавр физики), затем изучал биохимию в Оксфорде (не окончил), после чего переключился на генетику и археогенетику. Свою докторскую работу, первоначально по биохимии, посвятил медицинской генетике. В 2006 году совместно с близким коллегой Ником Патерсоном привлечён Сванте Паабо к расшифровке генома неандертальца (Паабо впечатлила их статья в журнале «Nature» о разделении эволюционных линий человека и шимпанзе, и он счёл, что их опыт может пригодиться при выяснении вопроса о скрещивании современных людей и неандертальцев). Райх указывался (Би-би-си в 2012) представителем теории гибридизации людей и неандертальцев.
В 2013 году при содействии С. Паабо запустил собственную лабораторию в Гарварде, сфокусировавшись на медицинской генетики. К 2018 году там извлекли ДНК у более 900 древних людей. Единственные, кем они занимаются помимо людей — семейство слоновых.
Сотрудничал с ним Дуглас Кеннет. Традиционным оппонентом Райха указывают Эске Виллерслева.

## Награды и отличия
- Newcomb Cleveland Prize[англ.], AAAS (2010)
- Nature's 10[англ.] (2015)
- Премия Дэна Дэвида (2017, совместно со Сванте Паабо)[15]
- Силлимановская лекция (2018)
- NAS Award in Molecular Biology[англ.] (2019)
- Премия Уайли одноимённого фонда (2019, совместно со Сванте Паабо)[16]
- Медаль Дарвина — Уоллеса (2019)
- Премия Мэссри (2021)
- Antiquity Prize (2022)[17]